# Пала, Тусо
Тусо Пала (африк. Thuso Phala; родился 27 мая 1986 в Соуэто, Гаутенг, ЮАР) — южноафриканский футболист, полузащитник клуба «Суперспорт Юнайтед» и сборной ЮАР.

## Карьера

### Клубная
Первым профессиональным клубом Палы стал Сильвер Старс. Сыграв в сезоне 2006/07 17 матчей, полузащитник перебрался сначала в Кайзер Чифс, где за два сезона провёл 32 встречи и забил 1 гол, а затем в Мамелоди Сандаунз. В сезоне 2010/11 вернулся в Платинум Старс, сыграв за клуб 81 игру и забив 12 мячей.
С 2013 года выступает за клуб Суперспорт Юнайтед.

### Сборная
Пала дебютировал за сборную ЮАР в товарищеском матче против Замбии 14 ноября 2012 года, выйдя на замену на 52-й минуте.
Участвовал в Кубке африканских наций 2013, где со сборной дошёл до четвертьфинала.
С 2012 года за сборную провёл 13 матчей, голов не забивал.